# Coeliccia bimaculata
Coeliccia bimaculata – gatunek ważki z rodziny pióronogowatych (Platycnemididae).